# NGC 6206
NGC 6206 = IC 1227 ist eine 13,5 mag helle linsenförmige Galaxie vom Hubble-Typ S0 im Sternbild Drache am Nordsternhimmel. Sie ist schätzungsweise 255 Millionen Lichtjahre von der Milchstraße entfernt und hat einen Durchmesser von etwa 50.000 Lj.
Im selben Himmelsareal befinden sich u. a. die Galaxien NGC 6211 und NGC 6213.
Das Objekt wurde am 23. Oktober 1886 von Lewis A. Swift entdeckt, der dabei „pF, eS, R, stellar; 3 vF sts nr n point to it“ notierte.
Ein Fehler in Swifts Positionsangabe zeigte Guillaume Bigourdan jedoch nur einen einzelnen Stern, so dass seine Beobachtung dieser Galaxie am 13. August 1888 auf korrekter Position unter IC 1227 zu einem Eintrag im Index-Katalog führte.